# Bouillonia cornucopiae
Bouillonia cornucopiae är en nässeldjursart som först beskrevs av Bonnevie 1898.  Bouillonia cornucopiae ingår i släktet Bouillonia och familjen Tubulariidae. Inga underarter finns listade i Catalogue of Life.